# Arne Åhman
Pour les articles homonymes, voir Åhman.
Arne Åhman, né le 4 février 1925 et mort le 5 juillet 2022 à Umeå,, est un athlète suédois, spécialiste du triple saut et du saut en hauteur.

## Palmarès

### Jeux olympiques d'été
- Jeux olympiques d'été de 1948 à Londres, Royaume-Uni
  -  Médaille d'or du triple saut

### Championnats d'Europe d'athlétisme
- Championnats d'Europe d'athlétisme de 1950 à Bruxelles, Belgique
  -  Médaille d'argent au saut en hauteur
  - 5e du triple saut